# تركيب تقييدي
التركيب التقييدي، ويسمى أيضا التأليف التقييدي، هو تركيب من جزئين أحدهما قيد للآخر. وتعد منه الأقوال الشارحة وهي المختصة باكتساب المتصورات.
المؤلف ما يدل جزؤه على جزء معناه. وتأليف القضية يكون من جزئين محكوم ومحكوم عليه. وذلك التأليف نوعان: أولهما يكون بين بسائط الألفاظ ومفرداتها أو ما هو في حكم البسائط والمفردات أي المؤلف بالتأليف التقييدي الذي يقوم المفرد مقامه ك‍الحيوان الناطق الذي يقوم ‍الإنسان مقامه، ولا محالة يكون ذلك التأليف أيضا بين ألفاظ تقتضي التقييد، والثاني هو ما يكون بين قضايا على وجه زال به عن كل منها احتمال الصدق والكذب بسبب التأليف ولم يبقى احتمالها إلا في المجموع المؤلف منها. والقسم الأول يسمى قضية حملية، والثاني قضية شرطية.